# Ossario del Pasubio
Ossario del Pasubio neboli kostnice Pasubio (italsky Sacrario Militare di Valli del Pasubio) je monumentální památník nacházející se v severoitalské obci Valli del Pasubio v italské  provincii Vicenza. V monumentální stavbě z 20. let 20. století jsou uloženy ostatky více než 5 000 vojáků padlých v okolních horách v rámci bitev Horské války 1915–1918.

## Umístění
Památník byl postaven na Colle Bellavista, výběžku východně od Monte Cornetto, nad údolím Val Leogra, v nadmořské výšce 1217 metrů. Nachází se asi dva kilometry od průsmyku Passo Pian delle Fugazze, z něhož odbočuje cesta ke kostnici.

## Historie
První plány na vybudování památníku na Monte Pasubio se datují do období první světové války, kdy příslušníci 1. italské armády postavili v prosinci 1917 na Monte Pasubio malou pamětní kapličku. Tehdejší biskup z Vicenzy se této iniciativy ujal a vytvořil výbor pro vybudování památníku, který brzy následovalo přání vybudovat vedle památníku kostnici. Po skončení války, v prosinci 1918, se k výboru připojil velitel 1. armády Guglielmo Pecori Giraldi a stal se jeho předsedou. V roce 1920 bylo jako místo stavby vybráno Colle Bellavista na úpatí Pasubia. Poté, co obec Valli del Pasubio dala k dispozici pozemek, byly ještě téhož roku zahájeny stavební práce. Stavbou byl pověřen architekt Ferruccio Chemello ze Schia. Jako první byla vybudována příjezdová cesta z průsmyku Pian delle Fugazze.
Základní kámen kostnice položil 1. července 1920 trentinský arcibiskup Celestino Endrici. Na stavbu byl použit černý lomový kámen, který byl vytěžen v lomu na úpatí hory Monte Cornetto a na staveniště dopraven materiálovou lanovkou vybudovanou italskou armádou. Bílý mramor, který byl rovněž použit, pocházel z mramorových lomů u obcí Piovene Rocchette a Magrè u Schia. V létě 1921 byly části kostnice dokončeny do té míry, že mohly být přeneseny kosti 2000 padlých. V listopadu 1924 byla dokončena střecha věže a vnější práce byly téměř hotové. V letech 1925 až 1926 byla provedena výzdoba interiéru. Zakázku na to dostal florentský umělec Tito Chini, který vyzdobil vnitřní stěny věže secesními freskami. 26. srpna 1926 mohl být památník za přítomnosti italského krále Viktora Emanuela III. po šesti letech výstavby, která se protáhla kvůli finančním potížím, konečně slavnostně otevřen. V roce 1953 byly uloženy ostatky zemřelých.
V roce 1953 byly do kostnice přeneseny ostatky Guglielma Pecoriho Giraldiho. V letech 2014–2016 byl památník restaurován, včetně nástěnné výzdoby Tita Chiniho, která byla zasažena vlhkostí.
Památník udržuje a spravuje nadace (Fondazione 3 novembre 1918), která byla za tímto účelem založena v roce 1921. Nadace je stále vlastníkem památníku.

## Popis
Památník se skládá ze dvou objektů, věžovitého památníku, v němž se nachází také kaple se svatostánkem, a podstavce pod ním, vlastní kostnice s pohřebními výklenky. Věž i kostnice mají každá svůj vlastní vchod na opačné straně. Celou stavbu obklopuje rozsáhlý venkovní areál, na němž je postaveno několik italských a rakousko-uherských děl z první světové války.

## Kostnice
Vchod do přízemní kostnice, na níž spočívá i věž, je orientován na východ. Od vchodu vede centrální chodba přímo do krypty, která se nachází uprostřed budovy a kterou Tito Chini rovněž umělecky vyzdobil. Krypta je také místem posledního odpočinku Guglielma Pecori Giraldiho a dalších 59 vojáků pohřbených s vojenskými poctami. Hned za vchodem odbočují doleva a doprava dvě boční chodby, kde se nacházejí další hrobky. Ve vnějších uličkách se nachází 450 jednotlivých hrobů označených jménem, zatímco ve dvou vnitřních bočních uličkách, do kterých se dostanete po několika schodech, je 94 společných hrobů neidentifikovaných padlých. Celkem je v kostnici pohřbeno 1 629 pojmenovaných a 3 400 neznámých italských a 60 neznámých rakousko-uherských padlých.

## Věž
Na 31,50 m vysokou věž, která se směrem k vrcholu zužuje, se lze dostat po 3,50 m vysokých schodech naproti vchodu do kostnice. Má celkem čtyři podlaží plus mezipatro. V prvním patře se nachází kaple se sochou Madony z bílého carrarského mramoru od sochaře Giuseppe Zanettiho. Stěny jsou vyzdobeny různými postavami světců, které jsou stejně jako ostatní fresky v patrech nad nimi dílem Tita Chiniho. Na stropě je obraz Nejsvětější Trojice. Třemi velkými okny, která jsou rovněž zdobena vitrážemi, sem proniká dostatek denního světla. Kamenné schodiště vede po mezipatře do druhého patra s takzvaným Sálem čekání, malou a ve srovnání s kaplí téměř ponurou místností s monochromními postavami sedících a čekajících vojáků. Ve třetím patře se nachází Sál apoteózy s oslavnými válečnými motivy, včetně portrétu Pecoriho Giraldiho v jednom rohu. Strmé železné schodiště vede do posledního kopulovitého sálu ve čtvrtém patře, který zdobí zlatý sluneční kotouč uprostřed kopule. Ve čtyřech výklencích jsou křížová okna.
Součástí památníku je také malé válečné muzeum, umístěné v samostatné budově napravo od vstupu do pamětního areálu.

## Galerie

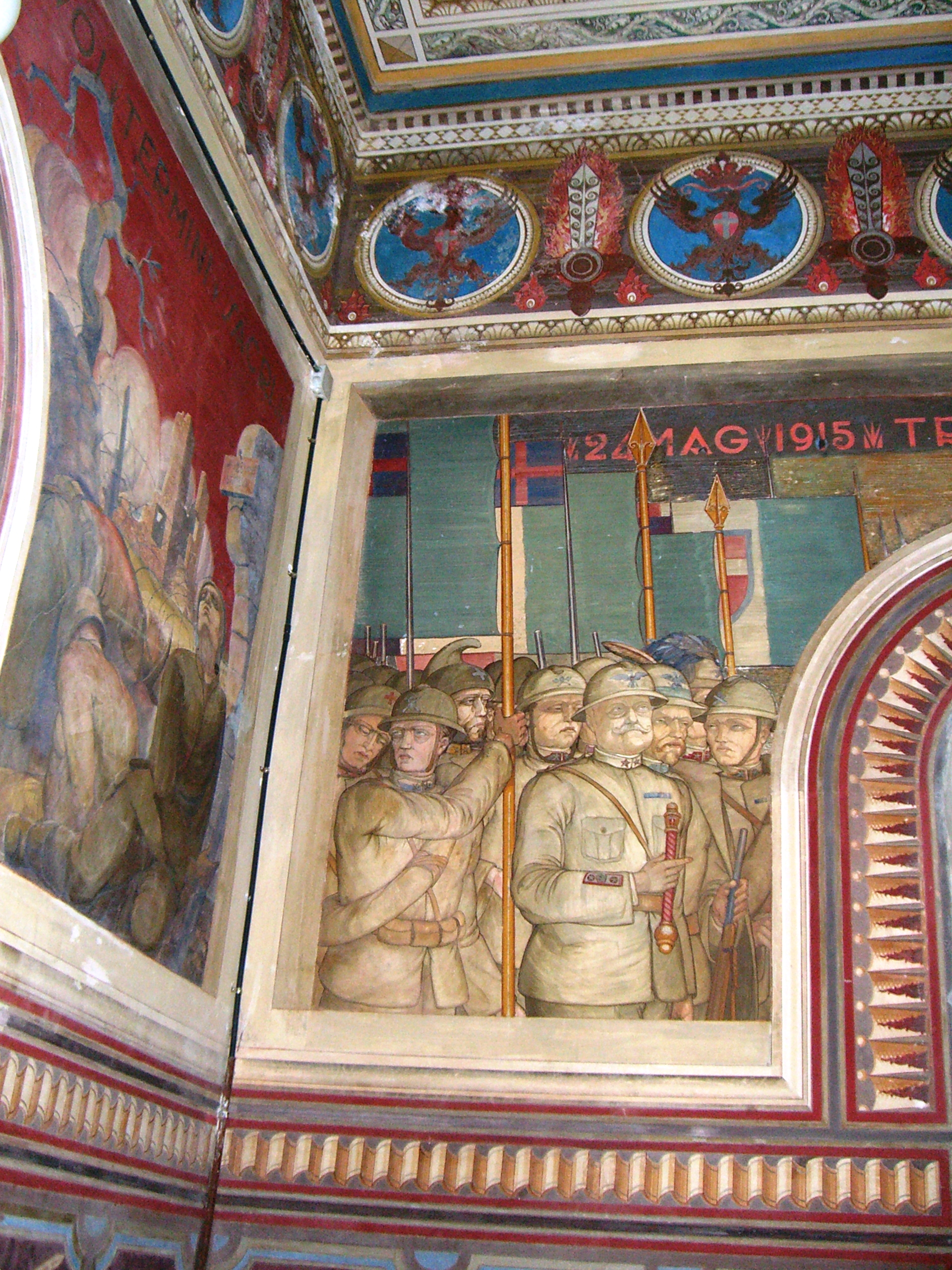
Nástěnné fresky Tita Chiniho s portrétem Pecoriho Giraldiho
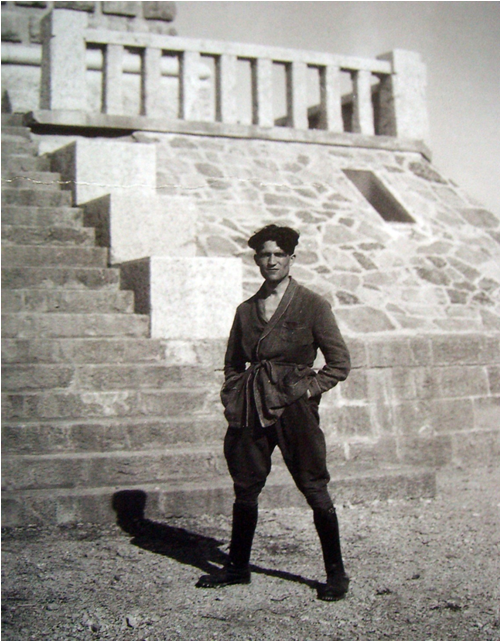
Tito Chini u paty schodů vedoucích ke vchodu do věže, 1926
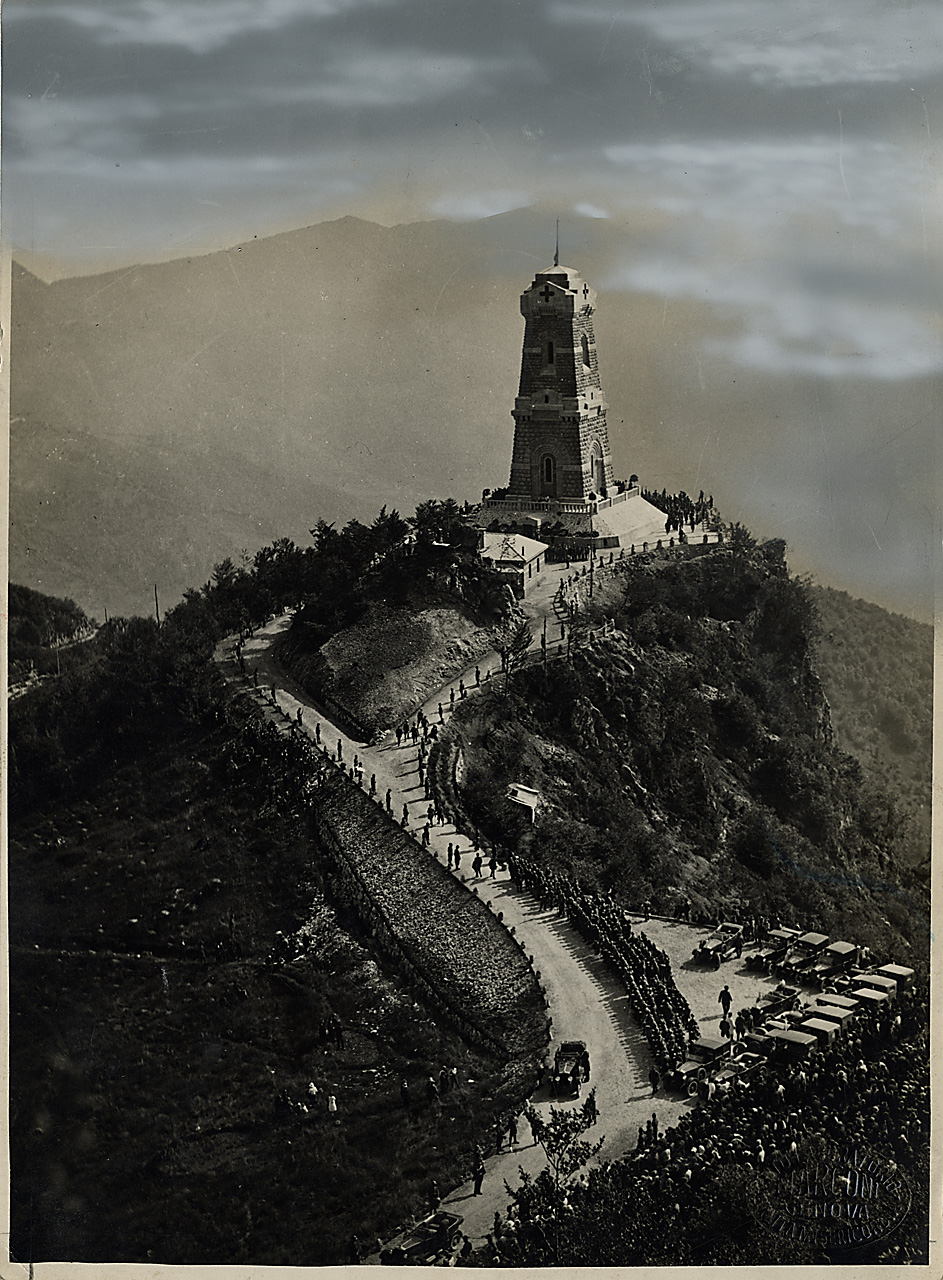
pamětní list k otevření v roce 1926
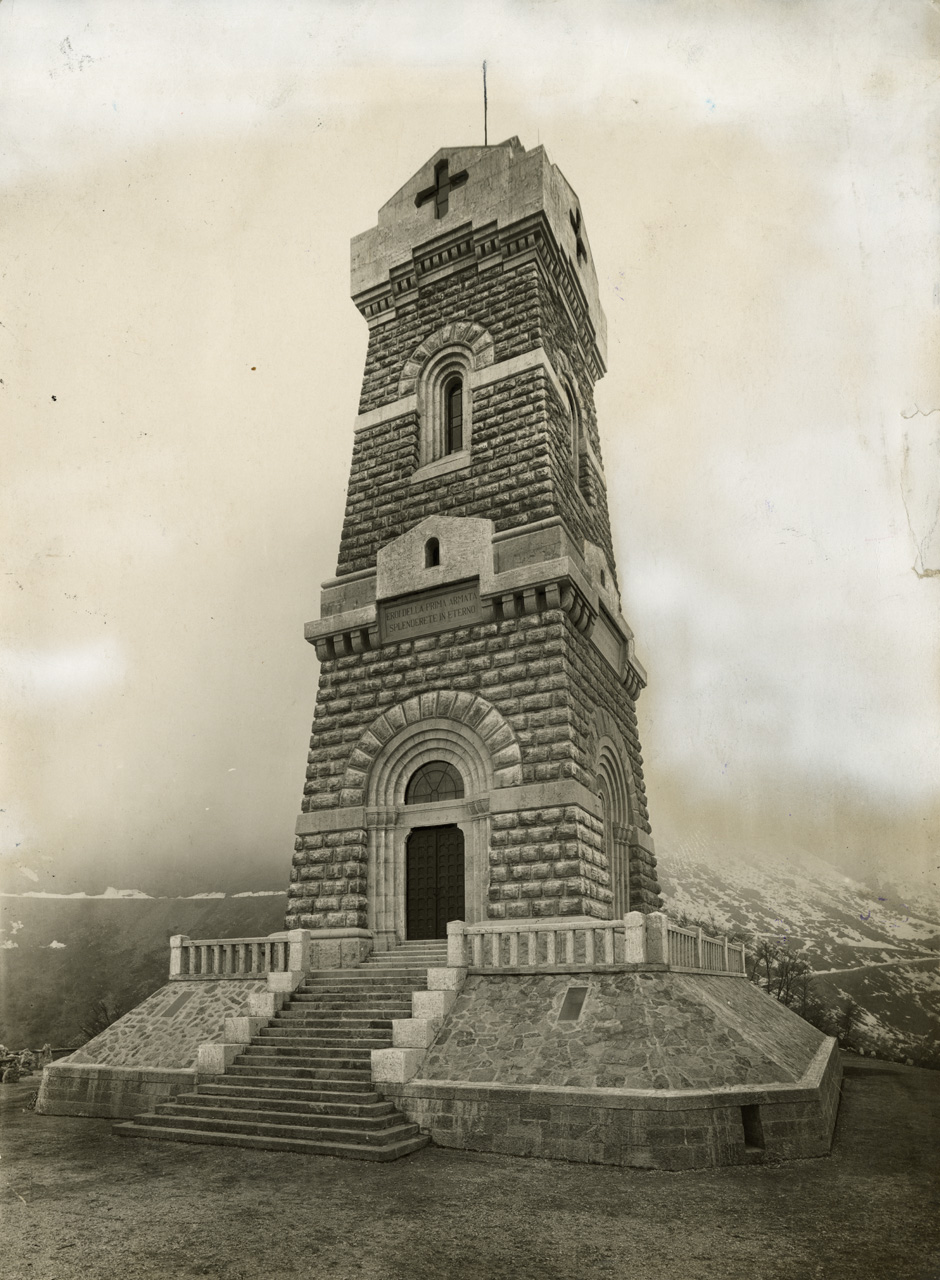
věž s vchodem
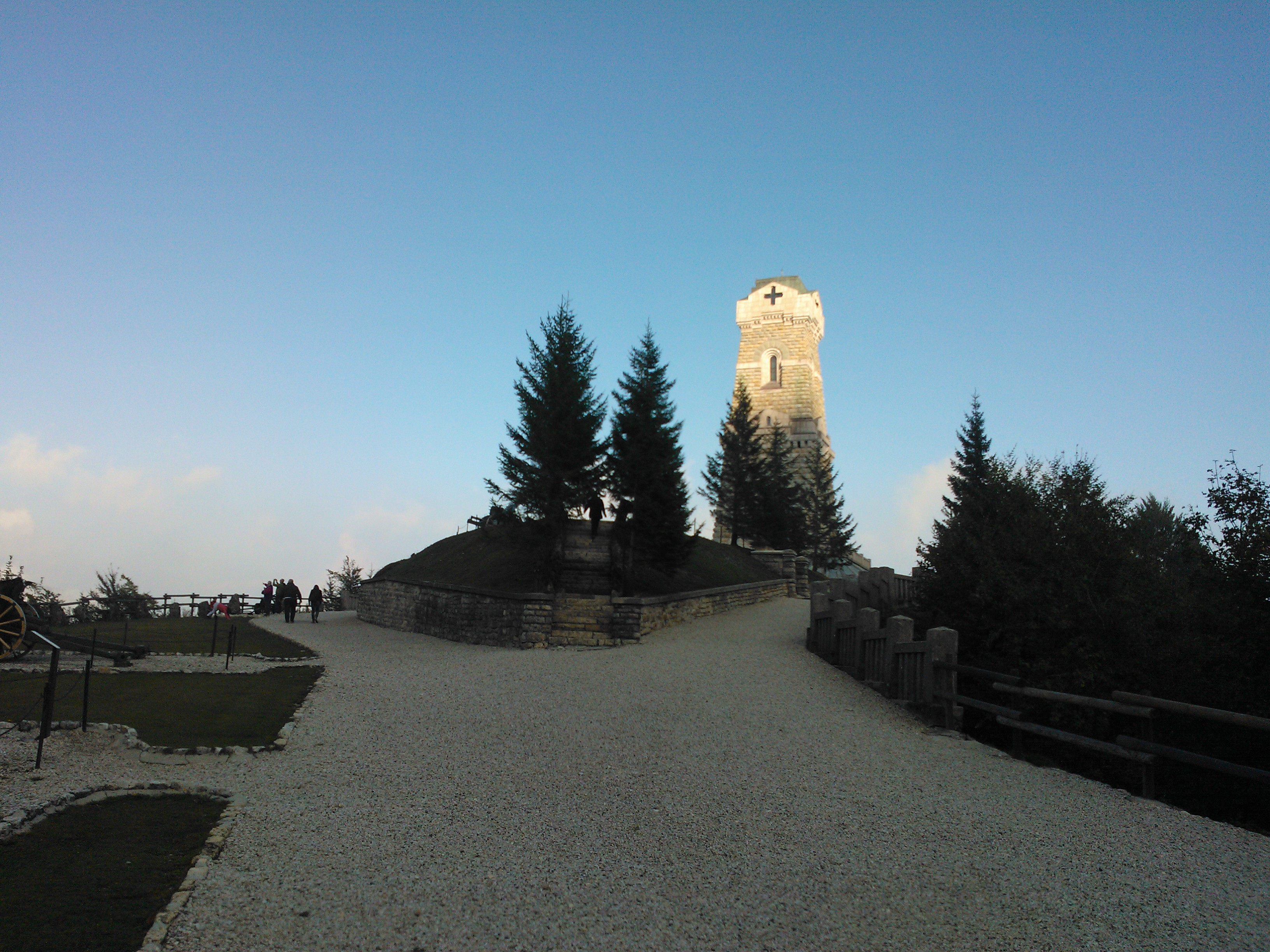
vstup
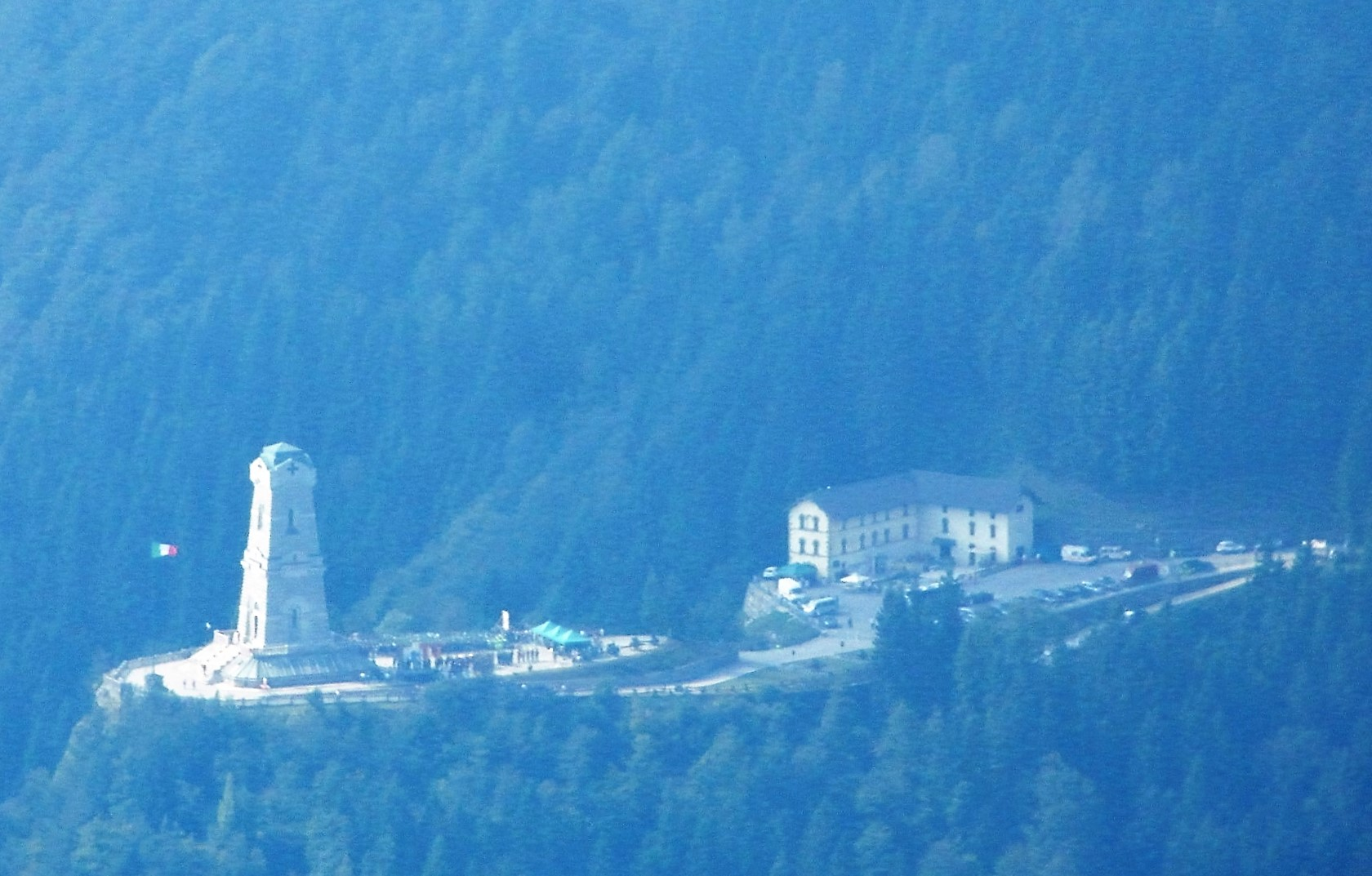
Panoramamatický snímek památníku
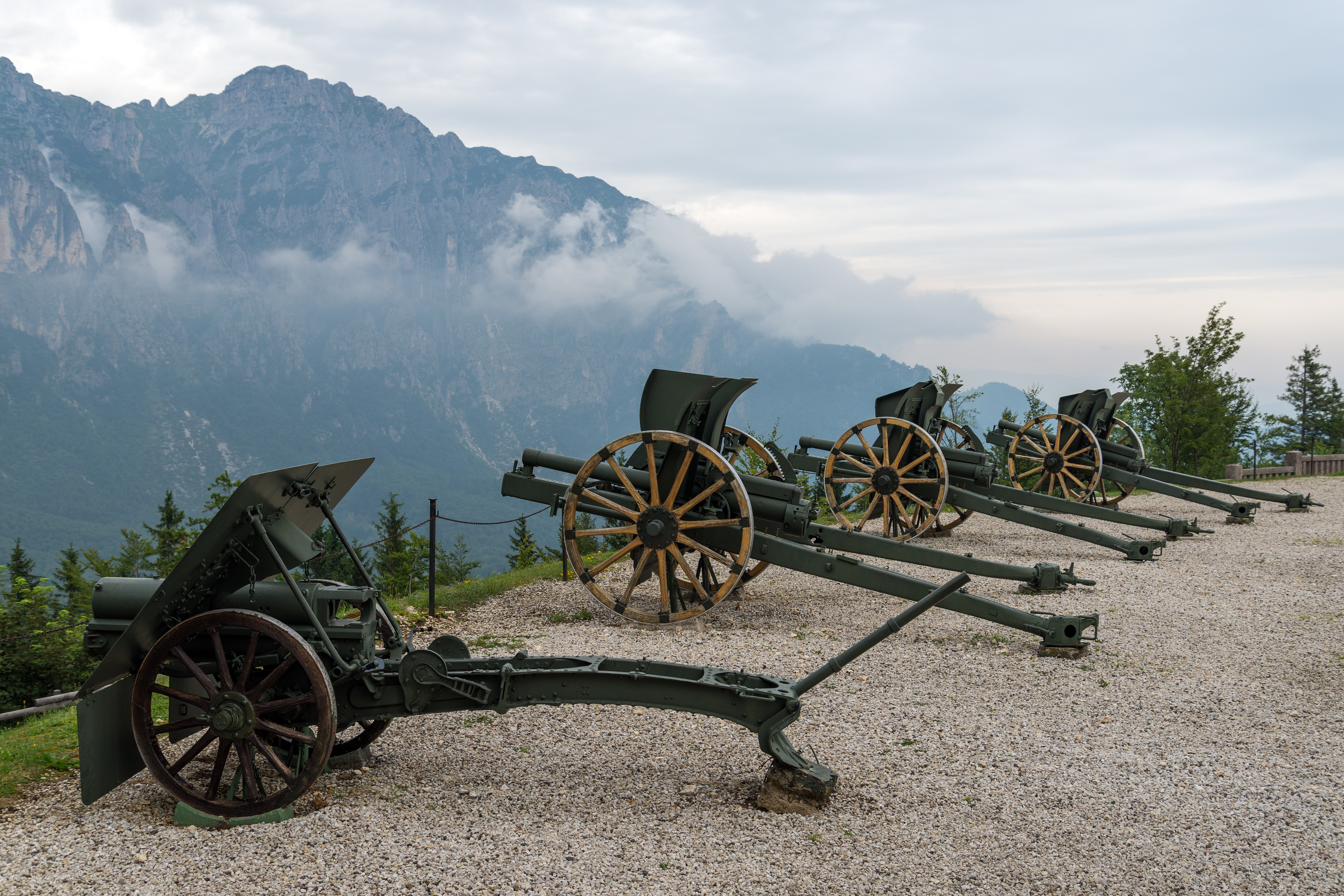
děla u památníku